# Varg bland vargar
Varg bland vargar (tyska: Wolf unter Wölfen) är en roman från 1937 av den tyske författaren Hans Fallada. Den utspelar sig 1923 och skildrar ett brett persongalleri som hankar sig fram i Berlin under pågående hyperinflation och massarbetslöshet. I centrum står en man vid namn Wolfgang Pagel som spelar bort alla sina pengar dagen före sitt bröllop och får i uppdrag att förvalta ett gods utanför staden.
Boken gavs ut på svenska 1939 i översättning av Knut Stubbendorff. Stubbendorffs översättning nyutgavs 2014 i en språkligt uppdaterad version med förord av Martin Lagerholm. Boken är förlaga till en östtysk TV-serie i fyra delar som premiärvisades 1965.

## Mottagande
Kaj Schueler skrev 2015 i Svenska Dagbladet: "Fallada är en berättare av det slag som vi i dag oftare finner bland skaparna av tv-serier än av romaner – en väl utarbetad intrig (cliffhangers), engagerande personporträtt, en lagom dos av moral och omoral, förtroende och svek, kärlek och ensamhet. Varg bland vargar är inget undantag. ... [Fallada] skildrar övertygande hur krisen tänjer gränserna för moral och medmänsklighet."